# (8708) 1994 DD
1994 دي دي (ويعرف أيضًا باسم (8708) 1994 دي دي وفق تسمية الكوكب الصغير) (بالإنجليزية: 1994 DD)‏ هو كويكب ضمن حزام الكويكبات؛ وترتيبه 8708 من حيث الاكتشاف.
اكتُشف هذا الجُرم الفلكي بواسطة Satoru Otomo ‏ في 17 فبراير 1994.

## وصلات خارجية
- (8708) 1994 DD في قاعدة بيانات مختبر الدفع النفاث لأجرام النظام الشمسي الصغيرة

- الاكتشاف · مخطط المدار ·  العناصر المدارية · المعلمات المادية

- (8708) 1994 DD على موقع ويكي سكاي: DSS2, SDSS, GALEX, IRAS, Hydrogen α, X-Ray, Astrophoto, Sky Map, Articles and images